# 獨角獸號 (丁丁歷險記)
獨角獸號（法語：La Licorne）是一艘虛構的17世紀法國皇家海軍的三桅武裝船隻，出現在比利時漫畫家埃爾熱的漫畫系列《丁丁歷險記》中。該船在分別於1943年和1944年出版的《獨角獸號的秘密》和《紅海盜的寶藏》中出現。獨角獸號還出現在2011年改編的電影的《丁丁歷險記：獨角獸的秘密》中。
在丁丁歷險記中，獨角獸號是海盜與水手之間戰鬥的地點。在這裡，其船長弗朗西斯·哈達克爵士（哈達克船長的祖先）與海盜拉克姆.勒.魯日決鬥。獨角獸號最終被擊沉並沉沒，幾年後，丁丁和他的朋友才發現了這只獨角獸號，試圖找到拉克姆.勒.魯日的寶藏。